# Богословская башня (Китай-город)
Богословская башня — одна из несохранившихся башен Китайгородской стены. Названа по расположенному рядом храму Иоанну Богослова. Находилась на Новой площади, перед колоннадой храма. Имела прямоугольную форму, первоначально верх башни покрывал шатёр. 
Была построена в 1535—1538 годах, как и вся Китайгородская стена. Изначально была глухой, позднее в башне были устроены ворота. Снесена в 1934 году вместе с большей частью Китайгородской стены. 